# Ултрафилтрација (бубрег)
Ултрафилтрација у физиологији бубрега је физиолошки процес који се јавља на баријери између крви и филтрата у гломеруларној капсули (Бауманова капсула) у бубрезима. Као у небиолошким примерима ултрафилтрације, градијенти притиска (у овом случају крвни притисак) и концентрације филтрата доводе до раздвајања кроз полупропусну мембрану (коју обезбеђују подоцити ). Бауманова капсула садржи густу капиларну мрежу звану гломерул. Крв која улази у ове капиларе кроз аферентне артериоле потом излази кроз еферентне артериоле.

## Процес ултрафилтрације у Баумановој капсули
Процес филтрације крви у Баумановој капсули је ултрафилтрација (или гломеруларна филтрација), а нормална брзина филтрације је 125 мл/мин, што је еквивалентно 80 пута дневном волумену филтрације крви (укључујући гломерул).
Било који протеин испод отприлике 30 килодалтона може слободно да прође кроз мембрану, иако постоји нека додатна препрека за негативно наелектрисане молекуле због негативног наелектрисања базалне мембране и подоцита.
Било који мали молекул као што су вода, глукоза, кухињска со, аминокиселине и уреа слободно пролазе у Бауманов простор, али ћелије, тромбоцити и велики протеини не.
Као резултат тога, настаје филтрат који излази из капсуле. Он је веома сличан крвној плазми (филтрат или гломеруларни филтрат а састоји се од крвне плазме минус протеина плазме (садржи све компоненте крвне плазме осим протеина) по саставу док прелази у проксимални извијен тубул.
Градијент притисака
Висок хидростатички притисак гура мале молекуле тубуларне течности  (као што су вода, глукоза, аминокиселине, натријум хлорид и уреа) кроз филтер, из крви у гломеруларној капсули преко базалне мембране Бауманове капсуле у бубрежне тубуле. Овај процес се назива ултрафилтрација, а тако добијена течност, практично је без великих протеина и крвних зрнаца, и назива се гломеруларни филтрат или ултрафилтрат. Даља модификација ултрафилтрата, реапсорпцијом и секрецијом, претвара се у мокраћу (урин).
Гломеруларни притисак је око 75 милиметара живе (10 кПа). Њему се супротстављају осмотски притисак (30 ммХг, 4,0 кПа) и хидростатички притисак (20 ммХг, 2,7 кПа) растворених материја присутних у капсуларном простору. Ова разлика у притиску се назива ефективни притисак (25 ммХг, 3,3 кПа).
У центрима за хемодијализу ултрафилтрација се одвија у хемофилтеру на апаратима за хемодијализу, за уклања течност из крви док њене крвне ћелије остају нетакнуте. Ултрафилтарција у хемодијализатору се одбија када је крвни притисак већи од притиска дијализата (разлика = трансмембрански притиску (ТМП)).  

## Селективност
Структуре слојева гломерула одређују њихову пропустљивост - селективност (пермселективност). На пример, мали јони као што су натријум и калијум пролазе слободно, док већи протеини плазме, као што су тетрамери хемоглобина , хемоглобин везани за хаптоглобин и албумин, практично немају пропусност. Такође, негативно наелектрисани молекули ће пролазити далеко ређе од позитивно наелектрисаних.

### Спора континуирана ултрафилтрација
Спора континуирана ултрафилтрација (СКУФ) је вештачка метода која приближно имитира функцију ултрафилтрације бубрега. СКУФ је континуирана терапија замене бубрега (ЦРРТ) која се генерално користи за уклањање течности код пацијената преоптерећених течношћу са акутном бубрежном инсуфицијенцијом . Током СКУФ-а крв се континуирано уклања из тела, пролази кроз екстракорпорални круг кроз хемофилтер и шаље назад у тело. Унапред одређен проценат воде из плазме се уклања у хемофилтер на основу рецепта. Обично се не уклања више од 2 литра течности на сат. За разлику од хемодијализе , хемофилтрације и хемодијафилтрације, у СКУФ се не користе дијализати или заменске течности.